# Casalbore
Casalbore est une commune italienne de la province d'Avellino dans la région Campanie en Italie.

## Administration
| Période                                  | Période | Identité | Étiquette | Qualité |
| ---------------------------------------- | ------- | -------- | --------- | ------- |
|                                          |         |          |           |         |
| Les données manquantes sont à compléter. |         |          |           |         |

### Hameaux
Schiavonesca, Pagliarone, Mainardi, Frascino, Sant'Elia, Todino, Cupa, Cupazzo, San Ferro

### Communes limitrophes
Buonalbergo, Ginestra degli Schiavoni, Montecalvo Irpino, San Giorgio La Molara